# Renat Kuzmin
Renat Kuzmin, född 12 juli 1967 i Donetsk, är en ukrainsk politiker och kandidat i presidentvalet 2014.